# Cicle hidrològic

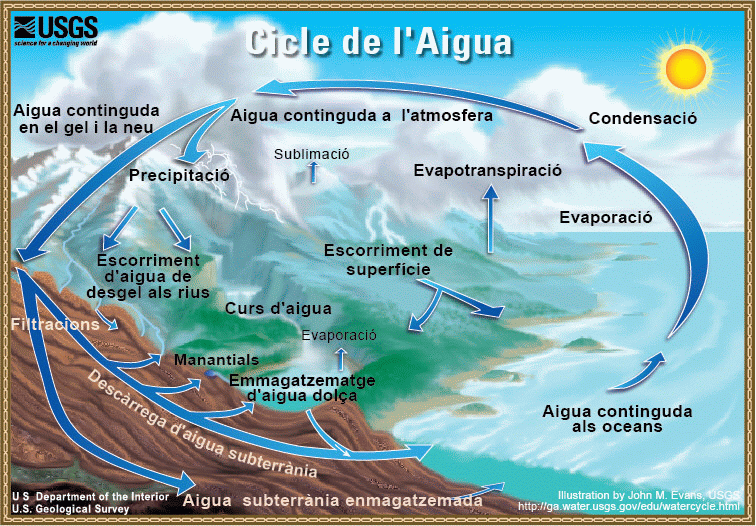
El cicle de l'aigua.

El cicle de l'aigua o cicle hidrològic és la circulació contínua de l'aigua, sota diferents estats entre l'oceà, l'atmosfera i la litosfera. Descriu els fenòmens d'evaporació, formació de núvols, precipitació, escorrentia, filtració…. El volum total de l'aigua és constant, però la distribució i la forma (aigua, vapor, gel) canvia en permanència. És un dels factors importants en el temps i el clima.
L'aigua de la Terra es troba en la major part en forma líquida, en oceans i mars, en l'aigua de superfície als continents amb forma de llacs i cursos d'aigua o en els aqüífers subterranis. La segona fracció és la de l'aigua acumulada com gel en principalment en les glaceres al pol nord i sud, i una fracció petita a les glaceres de muntanyes i la banquisa. Finalment, una fracció menor està present en l'atmosfera en estat gasós (com vapor) o als núvols, format de gotes o de cristalls de gel suspeses en l'aire. La fracció atmosfèrica és molt important per a la circulació horitzontal de l'aigua que s'assegura un subministrament permanent d'aigua a les regions de la terra ferma allunyades dels oceans.
L'energia del sol evapora l'aigua de superfície. Una molècula d'aigua roman uns deu dies en l'atmosfera. En ascendir, baixa la temperatura per la qual cosa el vapor es condensa en petites gotes. La major part de les gotes acumulades tornen a la terra en forma de pluja. L'aigua de les precipitacions cau i infiltra cap als aqüífers, s'evapora de nou per les plantes o escorre cap als rius i llacs. Té un paper important en el metabolisme de les plantes i animals. L'aigua per consum humà ha pujat de 0,8 milió m³ per any el 1901 fins a 4 milions m³ el 2022. El consum per dia és molt inegal: sumant el volum d'aigua de reg, ús industrial i ús personal, varia d'una mitjana de 33 litres per habitant a la República Democràtica del Congo fins a gairebé 6000 litres al Xile.
L'aigua de la hidrosfera procedeix de la desgasificació pels processos del vulcanisme del mantell terrestre, que en conté grans quantitats. Les erupcions volcàniques en les zones de subducció contenen més del 90% de vapor d'aigua i gel. Una part de l'aigua pot tornar al mantell amb els sediments oceànics, durant la subducció de les plaques oceànics.

## Cicle hidrològic
L'aigua existeix a la Terra en tres estats: sòlid (gel o neu), líquid i gasós. Oceans, rius, núvols i pluja estan en constant canvi: l'aigua de la superfície s'evapora, l'aigua dels núvols precipita, la pluja es filtra per la terra, etc. No obstant això, la quantitat total d'aigua al planeta no canvia. La circulació i conservació d'aigua a la Terra es diu cicle hidrològic, o cicle de l'aigua.
El cicle hidrològic està dividit en dos cicles: el cicle intern i el cicle extern. El cicle intern consisteix en el següent: l'aigua d'origen magmàtic, formada mitjançant reaccions químiques a l'interior de la terra, surt a través de volcans i fonts hidrotermals i es barreja amb l'aigua externa. S'acaba quan l'aigua dels oceans s'introdueixen per les zones de subducció fins al mantell.
Quan es va formar, fa aproximadament quatre mil cinc-cents milions d'anys, la Terra ja tenia en el seu interior vapor d'aigua. Al principi, era una enorme bola en constant fusió amb centenars de volcans actius en la seva superfície. El magma, carregat de gasos amb vapor d'aigua, va emergir a la superfície gràcies a les constants erupcions. Després la Terra es va refredar, el vapor d'aigua es va condensar i va caure novament al sòl en forma de pluja. La precipitació és irregular i la distribució s'estudia per la meteorologia i la climatologia.
El cicle hidrològic extern comença amb l'evaporació de l'aigua de superfície. A mesura que s'eleva, l'aire humitejat es refreda i el vapor es condensa en aigua. Les gotes s'ajunten i formen un núvol. Després cauen pel seu propi pes: és la precipitació. Si en l'atmosfera fa molt fred, l'aigua cau com a neu o calamarsa. Si és més càlida, cauran gotes de pluja. Cada any s'evaporen a tota la Terra 517.000 km³ d'aigua. Al nivell mundial, aquest volum equival al volum de l'aigua que torna sota forma de pluja, però només 10% d'aquesta precipitació cau en la terra ferma.
Una part de l'aigua que arriba a la superfície terrestre serà aprofitada per la biosfera: plantes, animals i microorganismes; una altra escorrerà forma l'aigua de superfície: rius, llacs o oceans. A aquest fenomen se li coneix com escorrentia. Un tercera part es traspua pel sòl i forma aqüífers o capes d'aigua subterrània, conegudes com capes freàtiques. Aquest procés és l'infiltració. La permeabilitat del sòl influeix molt en la capacitat d'infiltració. Sòls argilencs, compactats per l'activitat humana o desproveïts de vegetació, absorbeixen molt poca aigua i aquesta esscorre veloç pels vessants i els empobreix cada vegada més, el que pot arribar fins al punt de desertificació.
De la capa freàtica, de vegades, l'aigua brolla en la superfície en forma de font. Tard o d'hora, tota aquesta aigua tornarà novament a l'atmosfera, però certs aqüífers fondos tenen milers d'anys.
Un aspecte a destacar en el cicle hidrològic és el seu paper en el transport de substàncies: La pluja caiguda dissol i arrossega sals cap al mar, on es concentren i precipiten. Els sediments formats entren en els cicles geològics diagenètics. En el seu conjunt el cicle hidrològic es pot considerar com una operació de lixiviació a escala planetària. També té un paper en l'erosió mecànica o química.
Un percentatge molt petit de l'aigua que arriba als continents és aprofitat per l'home. El consum humà ha augmentat D'aquesta quantitat el reg gastava un 73%, la indústria un 21% i els usos domèstics i recreatius un 6%..

## Reciclatge d'aigües profundes
El cicle d'aigües profundes (també anomenat cicle geològic de l'aigua) és l'intercanvi d'aigua amb el mantell de la Terra, a través de zones de subducció i activitat volcànica, i es distingeix del cicle de l'aigua per damunt i en la superfície del planeta en el cicle hidrològic.
El procés de reciclat d'aigües profundes implica que l'aigua que ingressa al mantell és arrossegada cap avall mitjançant la subducció de les plaques oceàniques (un procés conegut com regasat) que s'equilibra amb l'aigua que s'allibera en les dorsals oceàniques (desgassificació). Aquest és un concepte cabdal en la comprensió de l'intercanvi d'aigua a llarg termini entre l'interior de la terra i l'exosfera i el transport d'aigua continguda en minerals hidratats. Segons certes recerques, un desequilibri en el reciclatge d'aigües profundes podria afectar els nivell del mar.

## Processos del cicle hidrològic
El cicle de l'aigua és un l'ecosistema complex en el qual intervenen tota una sèrie de factors naturals o antropogènics. Per la seva banda, el cicle hidrològic presenta certa dependència d'una atmosfera poc contaminada i d'un grau de puresa de l'aigua per al seu desenvolupament convencional, i d'una altra manera el cicle s'entorpiria pel canvi en els temps d'evaporació i condensació.
Els principals processos implicats en el cicle de l'aigua són:
- Evaporació: L'aigua s'evapora en la superfície oceànica i també pels organismes, en el fenomen de la transpiració en plantes i suoració en animals. Els éssers vius, especialment les plantes, contribueixen amb un 10 % a l'aigua que s'incorpora a l'atmosfera. Molt rarament passa directament de l'estat de gel al vapor, l'anomenada la sublimació, el que ocorre a la superfície de les glaceres o la banquisa.
- Condensació: L'aigua en forma de vapor puja i es condensa formant les núvols, constituïdes per aigua en gotes minúscules.
- Precipitació: Es produeix quan les gotes d'aigua, que formen els núvols, es refreden accelerant la condensació i unint-se les gotes d'aigua per formar gotes majors que acaben per precipitar-se a la superfície terrestre en raó al seu major pes. La precipitació pot ser sòlida (neu o calamarsa) o líquida (pluja).
- Infiltració: Ocorre quan l'aigua que aconsegueix el sòl, penetra a través dels seus porus i passa a ser subterrània. La proporció d'aigua que s'infiltra i la que circula en superfície (vessament) depèn de la permeabilitat del substrat, del pendent i de la cobertura vegetal. Part de l'aigua infiltrada torna a l'atmosfera per evaporació o, més encara, per la transpiració de les plantes, que l'extreuen amb arrels més o menys extenses i profundes. Una altra part s'incorpora als aqüífers, nivells que contenen aigua estancada o circulant. Part de l'aigua subterrània aconsegueix la superfície allí on els aqüífers, per les circumstàncies topogràfiques, intersequen (és a dir, tallen) la superfície del terreny.
- Escorrentia: Aquest terme es refereix als diversos mitjans pels quals l'aigua líquida es llisca costa avall per la superfície del terreny. En els climes no excepcionalment secs, inclosos la majoria dels anomenats desèrtics, el vessament és el principal agent geològic d'erosió i de transport de sediments.
- Circulació subterrània: Es produeix a favor de la gravetat, com el vessament superficial, de la qual es pot considerar una versió. Es presenta en dues modalitats:
  - Primer, la que es dona a la zona vadosa, especialment en roques karstificades, com són sovint les calcàrias, i és una circulació sempre pendent a baix.
  - Segon, la que ocorre en els aqüífers en forma d'aigua intersticial que omple els porus d'una roca permeable, de la qual pugues fins i tot remuntar per fenòmens en els quals intervenen la pressió i la capil·laritat.
- Fusió: quan la temperatura puja, la neu es desglaça i passa a estat líquid o esdevé pluja.
- Condensació: Quan la temperatura a l'interior d'un núvol baixa per sota de 0 °C, el vapor o l'aigua es congelen. Es precipita en forma de neu o calamarsa. Per formar neu l'aigua del núvol es solidifica a baixa altura. Durant la congelació es formen flocs de cristalls de gel polimòrfics La calamarsa o pedra quan el diàmetre és superior a 5 mm,[13] és l'ascens ràpid de les gotes d'aigua del núvol a gran altitud que congelen. Quan sobre la superfície del mar es produeix una tromba marina (espècie de tornado que es produeix sobre la superfície del mar quan està molt caldejada pel sol) aquest gel s'origina en l'ascens d'aigua per adherència del vapor i aigua al nucli congelat de les grans gotes d'aigua.

## Compartiments i intercanvis d'aigua
L'aigua es distribueix desigualment entre els diferents compartiments, i els processos pels quals aquests intercanvien l'aigua es donen a ritmes heterogenis. El major volum correspon a l'oceà, seguit del gel glacial i després per l'aigua subterrània. L'aigua dolça superficial representa solament una petita fracció i encara menor l'aigua atmosfèrica (vapor i núvols).
| Dipòsit             | Volum (en milions de km³) | Percentatge |
| Oceans              | 1 370                     | 97,25       |
| Casquets i glaceres | 29                        | 2,05        |
| Aigua subterrània   | 9,5                       | 0,68        |
| Llacs               | 0,125                     | 0,01        |
| Humitat del sòl     | 0,065                     | 0,005       |
| Atmosfera           | 0,013                     | 0,001       |
| Rierols i rius      | 0,0017                    | 0,0001      |
| Biomassa            | 0,0006                    | 0,00004     |

| Dipòsit                     | Temps mitjà de permanència |
| Glacials                    | 20 a 100 anys              |
| Nevi estacional             | 2 a 6 mesos                |
| Humitat del sòl             | 1 a 2 mesos                |
| Aigua subterrània: succinta | 100 a 200 anys             |
| Aigua subterrània: profunda | 10.000 anys                |
| Llacs                       | 50 a 100 anys              |
| Rius                        | 2 a 6 mesos                |
| Atmosfera                   | 7-8 dies                   |

El temps de permanència d'una molècula d'aigua en un compartiment és major quant menor és el ritme amb què l'aigua abandona aquest compartiment (o s'incorpora a ell). És notablement llarg en els casquets glacials, on arriba per una precipitació característicament escassa, abandonant-los per la pèrdua de blocs de gel en els seus marges o per la fusió a la base de la glacera, on es formen petits rius o rierols que serveixen de sobreeixidor a la fosa del gel en el seu desplaçament a causa de la gravetat. El compartiment on la permanència mitjana és més llarga, aparti l'oceà, és el dels aqüífers profunds, alguns dels quals són «aqüífers fòssils», que no es renoven des de temps remots. El temps de permanència és particularment breu per a la fracció atmosfèrica, que es recicla en només uns dies.
El temps mitjà de permanència és el quocient entre el volum total del compartiment o dipòsit i el cabal de l'intercanvi d'aigua (expressat com a volum partit per temps); la unitat del temps de permanència resultant és la unitat de temps utilitzada en expressar el cabal.

## Energia de l'aigua
El cicle de l'aigua dissipa —és a dir, consumeix i degrada— una gran quantitat d'energia, la qual és aportada gairebé per complet per la insolació. L'evaporació és deguda a l'escalfament solar i animada per la circulació atmosfèrica, que renova les masses d'aire, i que és al seu torn deguda a diferències de temperatura igualment dependents de la insolació. Els canvis d'estat de l'aigua requereixen o dissipen molta energia, per l'elevat valor que prenen la calor latent de fusió i la calor latent de vaporització. Així, aquests canvis d'estat contribueixen a l'escalfament o refredament de les masses d'aire, i al transport net de calor des de les latituds tropicals o temperades cap a les fredes i polars, gràcies al com és més suau en conjunt el clima de la Terra.

## Balanç de l'aigua
Si menyspreem les pèrdues i els guanys deguts al vulcanisme i a la subducció, el balanç total és zero. Però si ens fixem en els oceans, es comprova que aquest balanç és negatiu; s'evapora més del que precipita en ells. I en els continents hi ha un superàvit; és a dir que es precipita més del que s'evapora. Aquests dèficit i superàvit es compensen amb els vessaments, superficial i subterrània, que aboquen aigua del continent al mar.
El càlcul del balanç hídric pot realitzar-se sobre qualsevol recipient hídric, des del balanç hídric global del planeta fins al d'una petita tolla, però sol aplicar-se sobre les conques hidrogràfiques. Aquests balanços es fan per a un determinat període. Quan es consideren períodes llargs, la majoria dels sistemes presenten un balanç nul, és a dir les sortides igualen les entrades.

## L'aigua i l'erosió
L'aigua causa erosió mecànica i química. L'aigua de superfície transforma i transporta grans peces de sediment: roques es trenquen, esdeven codols i finalment sorra. En les zones fredes, l'aigua estancada expandeix quan gela i pot crear fissures. El cicle hidrològic, transporta sòlids i gasos en dissolució. El carboni, el nitrogen i el sofre, elements tots ells importants per als organismes vivents, uns són volàtils (alguns com a compostos) i solubles, i per tant, poden desplaçar-se per l'atmosfera i realitzar cicles complets, semblants al cicle de l'aigua i altres sol solubles pel que solament recorren la part del cicle en què l'aigua es manté líquida.
La pluja que cau sobre la superfície del terreny conté gasos i sòlids en dissolució. L'aigua que passa a través de la zona insaturada de humitat del sòl recull diòxid de carboni de l'aire i del sòl i d'aquesta manera augmenta de acidesa. Aquesta aigua àcida, en arribar en contacte amb partícules de sòl o roca mare, dissol algunes sals minerals. Si el sòl té un bon drenatge, el flux de sortida de l'aigua freàtica final pot contenir una quantitat important de sòlids dissolts, que aniran finalment al mar.
En algunes regions el sistema de drenatge té la seva sortida final en un mar interior, i no en l'oceà, són les trucades conques endorreiques. En tals casos, aquest mar interior s'adaptarà per si mateix per mantenir l'equilibri hídric de la seva zona de drenatge i l'emmagatzematge en el mateix augmentarà o disminuirà, segons que el vessament sigui major o menor que l'evaporació des del mateix. Com l'aigua evaporada no conté cap sòlid dissolt, est queda en el mar interior i el seu contingut salí va augmentant gradualment.
Si l'aigua del sòl es mou en sentit ascendent, per efecte de la capil·laritat, i s'està evaporant en la superfície, les sals dissoltes poden ascendir també en el sòl i concentrar-se en la superfície, on és freqüent veure en aquests casos un estrat blanquinós produït per l'acumulació de sals.
Quan s'afegeix aigua de reg, l'aigua és transpirada, però les sals que hi hagi en aquesta queden en el sòl. Si el sistema de drenatge és adequat, i se subministra suficient quantitat d'aigua a l'excés, com sol fer-se en la pràctica del reg superficial, i algunes vegades amb el reg per aspersió, aquestes sals es dissoldran i seran arrossegades al sistema de drenatge. Si el sistema de drenatge falla, o la quantitat d'aigua subministrada no és suficient per al rentat de les sals, aquestes s'acumularan en el sòl fins a tal grau en què les terres poden perdre la seva productivitat. Est seria, segons alguns experts, la raó del decaïment de la civilització Mesopotàmica, irrigada pels rius Tigris i Eufrates amb un excel·lent sistema de reg, però amb deficiències en el drenatge.

## Canvis al llarg del temps
El cicle de l'aigua descriu els processos que impulsen el moviment de l'aigua al llarg de la hidrosfera. No obstant això, hi ha molta més aigua "emmagatzemada" durant llargs períodes de la qual realment es mou al llarg del cicle. Els dipòsits de la gran majoria de l'aigua de la Terra són els oceans. S'estima que dels 1.386.000.000 km³ del subministrament d'aigua del món, al voltant d'1.338.000.000 km³ s'emmagatzemen en els oceans, o al voltant del 97%. També s'estima que els oceans subministren al voltant del 90% de l'aigua evaporada que entra en el cicle de l'aigua.
Durant els períodes climàtics més freds, es formen més capes de gel i glacials, i una quantitat suficient del subministrament global d'aigua s'acumula en forma de gel per disminuir les quantitats en altres parts del cicle de l'aigua. El contrari és cert durant els períodes càlids. Durant l'última edat de gel, les glaceres van cobrir gairebé un terç de la massa terrestre de la Terra i el resultat va ser que els oceans estaven aproximadament 122 m més baixos que en l'actualitat. Durant l'última "ona càlida" global, fa uns 125.000 anys, els mars estaven uns 5,5 m més alts del que estan ara. Fa uns tres milions d'anys, els oceans podrien haver estat fins a 50 m més alts.
El consens científic expressat en el Resum per formuladors de polítiques del Grup Intergovernamental sobre el Canvi Climàtic (IPCC) de 2007 és que el cicle de l'aigua continuarà intensificant-se al llarg del segle XXI, encara que això no significa que les precipitacions augmentaran en totes les regions. A les àrees terrestres subtropicals, llocs que ja són relativament secs, es preveu que les precipitacions disminueixin durant el segle XXI, la qual cosa augmentarà la probabilitat de sequera. Es projecta que l'assecat serà més fort prop dels marges cap als pols dels subtropicals (per exemple, la conca del Mediterrani, Sud-àfrica, el sud d'Austràlia i el sud-oest dels Estats Units).). S'espera que augmentin les precipitacions anuals a les regions gairebé equatorials que tendeixen a ser humides en el clima actual, i també en les latituds altes. Aquests patrons a gran escala estan presents en gairebé totes les simulacions de models climàtics realitzades a diversos centres d'investigació internacionals com a part de la Quarta Avaluació de l'IPCC. En l'actualitat existeix àmplia evidència que l'augment de la variabilitat hidrològica i el canvi en el clima ha tingut i seguirà tenint un impacte profund en el sector de l'aigua a través del cicle hidrològic, la disponibilitat d'aigua, la demanda d'aigua i l'assignació d'aigua a nivell mundial, regional, de conca i local. Investigació publicada en 2012 a Science, basada en la salinitat de la superfície de l'oceà durant el període 1950-2000 confirmen aquesta projecció d'un cicle global de l'aigua intensificat amb àrees salades tornant-se més salines i àrees més fresques tornant-se més fresques durant el període:
"La termodinàmica fonamental i els models climàtics suggereixen que les regions seques es tornaran més seques i les regions humides es tornaran més humides en resposta a l'escalfament. Els esforços per detectar aquesta resposta a llarg termini en observacions superficials disperses de pluja i evaporació segueixen sent ambigües. Vam mostrar que els patrons de salinitat de l'oceà expressen una petjada identificable d'un cicle de l'aigua que s'intensifica. Els nostres canvis de salinitat de la superfície global observats durant 50 anys, combinats amb els canvis dels models climàtics globals, presenten evidència sòlida d'un cicle global de l'aigua intensificat a una taxa de 8 ± 5% per grau d'escalfament de la superfície. Aquesta taxa és el doble de la resposta projectada pels models climàtics de la generació actual i suggereix que es produirà una intensificació substancial (16 a 24%) del cicle global de l'aigua en un futur món 2 °C a 3 °C més càlid."
Un instrument transportat pel satèl·lit SAC-D Aquarius, llançat al juny de 2011, va mesurar la salinitat global de la superfície del mar.
La reculada de les glaceres també és un exemple d'un cicle de l'aigua canviant, en el qual el subministrament d'aigua a les glaceres a partir de les precipitacions no pot mantenir-se al dia amb la pèrdua d'aigua per la fosa i sublimació. La reculada glacial des de 1850 ha estat molt significatiu.
Les activitats humanes que alteren el cicle de l'aigua inclouen:
- agricultura
- indústria
- alteració de la composició química de l'atmosfera
- construcció de preses
- desforestació i repoblament
- bombatge d'aigua freàtica
- extracció d'aigua dels rius
- urbanització que accelera l'escorrentia per la impermeabilització excessiva.

## Cicle urbà de l'aigua
Una part de l'aigua és desviada per les activitats humanes: conreu, indústria i ús domèstic i recreatiu. El cicle urbà comença amb la captació d'aigua: es fan servir aigües de superfície, aigües freàtiques o aigües dessalinitzats. Segons la qualitat, passa uns processos per fer-la potable: filtratge, osmosi, desinfecció. Passa a un dipòsit o torre d'aigua cap a la xarxa de distribució. Després del consum passa al clavegueram a un centre de depuració. Segons la qualitat de la depuració, s'evacuar per les rieres o es fa servir per exempla per al reg.
La mateixa activitat humana crea un doble perjudici ambiental en cicle de l'aigua: altera l'escorrentia i la composició de l'aigua.

### Impermeabilització del sòl
La impermeabilització del sòl és una conseqüència de moltes activitats humanes: urbanització, construcció de carreteres, canalització o intubació de rius… Té com a efecte reduir o suprimir la conductivitat hidràulica del sòl que ja no pot filtrar ni absorbir l'aigua de pluja ni tampoc bescanviar gasos. Té un efecte negatiu en l'ecosistema i destrueix biòtops vitals. L'evacuació massa ràpida augmenta el risc de riuades. A més, l'aigua es càrrega de contaminants (hidrocarburs) i microplàstics. La mescla d'aigua de pluja pol·luïda amb aigües negres al clavegueram crea problemes a les depuradores. Encara massa sovint, per manca de capacitat, en cas de pluja intensiva, l'aigua arriba sense depurar als rius i al mar.

### Pol·lució
Per les aigües negres, les més pol·luïdes, un tractament depurador és menester abans de tornar-les al medi en bones condicions. Si la natura sap regenerar aigua amb excrements, l'augment del volum per la densitat de la població, la destrucció de l'habitat de les plantes, l'assecament dels aiguamolls i el pol·luents biològics (agents infecciosos, restes de medicaments), químics o tòxics per als microorganismes depuradors, han fet que tot sol, la natura no sap resoldre el problema.

## Cicle forestal de l'aigua
El cicle de l'aigua al bosc forma un ecosistema que té particularitats diferents del cicle de l'aigua en general. D'una banda, a més de la mena del volum i el ritme de precipitació determina quin bosc pot créixer. D'altra banda, el bosc té un impacte important en el cicle de l'aigua de pluja. Té un paper important per a emmagatzemar l'aigua o modular-ne l'evacuació pels cursos d'aigua així com per a traspuar els aqüífers fondos. Per l'evapotranspiració, el bosc contribueix a crear núvols i precipitació.

## Paper dels oceans en el cicle hidrològic
Una part de l'aigua de superfície de les mars i oceans, escalfada pel sol s'evapora. Aquest procés té lloc especialment en les zones orientals dels oceans on bufen els vents alisis que, procedents de latituds mitjanes, duen aire fred que s'escalfa en arribar als tròpics, fent baixar-ne la humitat relativa. L'aire sec, en contacte amb l'aigua del mar, fa que aquesta s'evapori fàcilment de manera que la humitat relativa de l'aire marí puja fins a la saturació. Al mateix temps l'evaporació de l'aigua superficial se'n augmenta la salinitat.
L'aire calent, saturat d'humitat, puja en arribar a les costes occidentals, sobretot si són muntanyoses, i es refreda per l'expansió adiabàtica se sobresatura, el que genera intenses precipitacions. També un recorregut molt llarg de l'aire calent i humit sobre l'oceà facilita la formació de tempestes tropicals que segons la zona geogràfica, poden transformar-se en huracans o tifons. Aquests poden descarregar grans volums d'aigua en forma de pluja ssobretot a les costes occidentals.
Cada any a l'oceà s'evaporen uns 517.000 km³, sobre la terra s'estima en uns 70.000 km³. Com que la superfície dels oceans és d'uns 360 milions de km², l'evaporació oceànica representa cada any aproximadament 1 m d'aigua. Una part de l'aigua evaporada de l'oceà (uns 460.000 km³ per any) retorna amb la precipitació sobre l'oceà mentre que les vents bufen uns 120.000 km³ sobre la terra. La diferència entre la precipitació i l'evaporació sobre els continents (43.000 km³) i formen el volum de precipitació que continua el cicle de l'aigua.

Secció vertical de la circulació termohalina: L'aigua freda més salada i densa s'enfonsa, mentre que l'aigua més càlida i menys salada amb menor densitat puja a la superfície.

Aquest mecanisme genera en l'oceà importants gradients de salinitat. L'evaporació dels oceans, en les zones orientals, dona lloc a una salinitat més alta que la de les zones occidentals, afectades per les importants descàrregues fluvials. Les aigües superficials menys salades però calentes de les vores occidentals dels oceans es desplacen cap als pols mentre que les aigües més salades de les vores occidentals flueixen cap a l'equador.
Aquesta circulació oceànica és compatible amb la circulació atmosfèrica de signe anticiclònic en les zones subtropicals en ambdós hemisferis. Per altra banda, l'aigua superficial oceànica, a altes latituds, s'evapora molt intensament per l'aire fred però sec que arriba de les zones polars. Això genera, especialment a l'oceà Atlàntic nord, aigua molt freda i densa que cau fins a prop del fons i omple les grans fondàries de l'oceà per on escorre lentament cap al sud, en direcció a la zona adjacent al continent antàrtic que envolta, i subministra aigua fonda als tres oceans.
Les aigües de mitja fondària pugen lentament, en el decurs de llur viatge al voltant del món, o ràpidament en els llocs on la hidrodinàmica així ho determina, donant lloc als fenòmens d'aflorament costaner o equatorial que acceleren el cicle hidrològic uns quants centenars d'anys després d'haver-lo començat a l'oceà Atlàntic nord.